# Cerylon caspicum
Cerylon caspicum là một loài bọ cánh cứng trong họ Cerylonidae. Loài này được Jelinek miêu tả khoa học năm 1981.